# 玛丽安娜·康斯坦丁
玛丽安娜·康斯坦丁（羅馬尼亞語：Mariana Constantin，1960年8月3日—），罗马尼亚女子竞技体操运动员。她曾代表罗马尼亚获得1976年夏季奥运会体操比赛女子团体全能银牌。